# Тул, Джон Кеннеди
Джон Кеннеди Тул (англ. John Kennedy Toole, 17 декабря 1937, Новый Орлеан, — 26 марта 1969, Билокси) — американский писатель, известный своим плутовским романом «Сговор остолопов (англ. A Confederacy of Dunces)», за который посмертно удостоился Пулитцеровской премии.
«Сговор», написанный в начале 1960-х, был единственным литературным трудом, который Тул пытался издать; неудача способствовала ухудшению его состояния и через несколько лет писатель покончил с собой.

## Биография
Джон Кеннеди Тул родился в Новом Орлеане в семье Джона и Тельмы (Дюкуан) Тул.
Экстерном окончил школу.
В 1953 г. в возрасте 16 лет поступил в Тулейнский университет.
В том же году написал роман «Неоновая библия».
В 1958 г. окончил университет.
В 1959 г. получил степень магистра искусств в Колумбийском университете.
Год преподавал в Нью-Йорке, затем — в Доминиканском колледже Святой Марии в Новом Орлеане.
В 1962—1963 гг. служил в армии США преподавателем английского как второго языка для призывников из Пуэрто-Рико.
В это же время написал сатирический роман «Сговор остолопов».
В 1963 г. вернулся на должность преподавателя в Доминиканский колледж.
В этом же году завязал переписку с редактором издательства «Саймон энд Шустер» по поводу публикации романа;
в 1966 г. получил окончательный отказ от издательства.
В возрасте 31 года Тул, находясь в глубокой депрессии, покончил с собой. Его тело было найдено в автомобиле: писатель задохнулся выхлопными газами.

## «Сговор остолопов»
Только в мае 1980 года, благодаря усилиям матери писателя, Тельмы Тул, роман «Сговор остолопов» наконец-то увидел свет и сразу же получил восторженные отзывы критиков. В 1981 году роману была присуждена Пулитцеровская премия по художественной литературе.

«Я бы не назвал роман комедией, — хотя это комедия, — поскольку такое слово подразумевает просто смешную книжку, а „Сговор остолопов“ — нечто стократ большее. Великий раскатистый фарс фальстафовских пропорций — вот, наверное, описание получше; commedia — ещё больше».
— писатель Уокер Перси
В 1981 г. награждён также Американской литературной премией ПЕН/Фолкнер.

## «Неоновая библия»
Сохранился ранний роман «Неоновая библия», написанный Тулом в возрасте 16 лет и сочтённый им самим слишком сырой работой, не заслуживающей внимания публики. Несмотря на это, спустя несколько лет после «Сговора» этот роман взросления был издан, а в 1995 году экранизирован.